# Zbór Kościoła Chrześcijan Baptystów „Wspólnota Św. Trójcy” w Cieszynie
Zbór Kościoła Chrześcijan Baptystów „Wspólnota Św. Trójcy” w Cieszynie – były zbór Kościoła Chrześcijan Baptystów w RP działający w Cieszynie. Jego siedziba mieściła się przy ulicy Głebokiej 25. Pastorem zboru był Tomasz Otremba.
Nabożeństwa odbywały się w niedziele o godz. 10:30.